# Сопот (Пловдивська область)
Со́пот (болг. Сопот) — місто в Пловдивській області Болгарії. Адміністративний центр общини Сопот.

## Населення
За даними перепису населення 2011 року у місті проживали 8754 особи.
Національний склад населення міста:
| Національність   | Кількість осіб | Відсоток |
| ---------------- | -------------- | -------- |
| болгари          | 7669           | 96,2%    |
| цигани           | 145            | 1,8%     |
| турки            | 20             | 0,3%     |
| інша             | 108            | 1,4%     |
| не визначились   | 31             | 0,4%     |
| Всього відповіли | 7973           |          |

Розподіл населення за віком у 2011 році:
Динаміка населення:

## Відомі особистості
В поселенні народились:
- Аверкій (Байзатов) (1815—1878) — єпископ Православної церкви Болгарії.
- Матей Андреєв (1857—невідомо) — болгарський офіцер, генерал-майор.
- Іван Вазов (1850—1921) — болгарський письменник і громадський діяч.
- Владимир Вазов (1868—1945) — болгарський військовик, генерал-лейтенант.
- Борис Вазов (1873—1957) — болгарський громадський діяч і політик.
- Іван Додов (1873—1945) — болгарський політик.
- Константин Батолов (1878—1938) — болгарський політик.